# الصدمة التاريخية

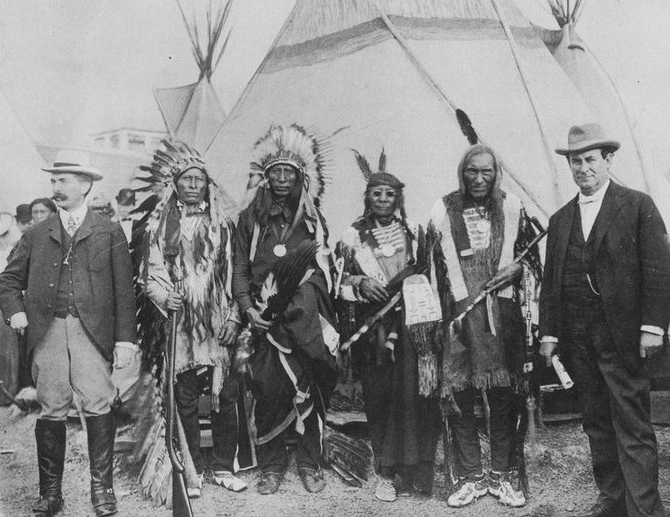

تُشير الصدمة التاريخية (HT) ، كما يستخدمها الأخصائيون الاجتماعيون والمؤرخون وعلماء النفس ، إلى الأذى العاطفي التراكمي لفردٍ أو جيلٍ بسبب تجربةٍ أو حدثٍ صادمٍ. إن الاستجابة (ردة الفعل) للصدمة التاريخية (HTR) تشير إلى مظاهر (تجليات) العواطف والأفعال التي تنجم عن هذه الصدمة الحسية (الإدراكية).
ووفقًا للمناصرين لها، فإن الاستجابة للصدمة التاريخية تتجلى بعدة طرقٍ، أبرزها تعاطي المخدرات، والذي يستخدم كوسيلة لمحاولة تسكين الألم. ويسعى هذا النموذج إلى استخدام ذلك لتفسير سلوك التدمير الذاتي، مثل الأفكار والإشارات الانتحارية والاكتئاب والقلق والاحترام المتدني الذات والغضب والعنف وصعوبة إدراك المشاعر والتعبير عنها. كما يعتقد العديد من المؤرخين والعلماء أن مظاهر العنف وسوء المعاملة في بعض المجتمعات ترتبط ارتباطًا مباشرًا بالكآبة التي ترافق الصدمة المستمرة.
تَعتبر الصدمة التاريخية ومظاهرها مثالًا على الصدمة العابرة للأجيال (على الرغم من أن وجود (ظهور) الصدمة العابرة الأجيال هو نفسه محط خلاف) .على سبيل المثال، إن نمطاً من تخلي الأم عن الطفل قد يشاهد على مدار ثلاثة أجيال، أو قد تُرى تصرفات أحد الوالدين المسيئين على شكل إساءة مستمرة عبر الأجيال. وهذه المظاهر يمكن أن تنبع أيضاً من صدمة الأحداث، مثل معاصري الحرب أو الإبادة الجماعية أو الموت. وبالنسبة لهؤلاء الأشخاص الذين شهدوا هذه الصدمات شديدة الأثر (مثل الحرب والإبادة الجماعية والاستعمار)، فإنهم، ولعدة أجيالٍ لاحقةٍ، معرضون إلى أن تكون لديهم معدلات إصابة أعلى بالأمراض.